# Marek Sobieski (wojewoda lubelski)
Marek Sobieski herbu Janina (ur. ok. 1550 – zm. 1605) – polski magnat, wojewoda lubelski od 1599, kasztelan lubelski od 1597, chorąży wielki koronny od 1581, starosta łucki.
Syn Jana Sobieskiego i Katarzyny Gdeszyńskiej.
Już za małoletności w 1557 r. został dworzaninem królewskim. Ok. 1597 r. został kasztelanem lubelskim, a następnie w 1599 r. wojewodą lubelskim. Urzędy te dały mu miejsce w senacie oraz uczyniły go magnatem. W 1598 roku przeszedł z kalwinizmu na katolicyzm.
Żonaty z Jadwigą Snopkowską, miał z nią syna Jakuba oraz 5 córek. Po jej śmierci w 1590 r. poślubił Katarzynę z Tęczyńskich. Z drugą żoną miał syna Jana. Jednym z jego wnuków – synem Jakuba – był Jan Sobieski, król Polski.
Był wprawnym szermierzem, odznaczył się zasługami wojennymi, cieszył się w tym zakresie zaufaniem Stefana Batorego. Król mawiał podobno, że gdyby los Rzeczypospolitej zależał od jednego pojedynku, wystawiłby właśnie Sobieskiego. W czasie elekcji 1587 roku głosował na Piasta. Był posłem z województwa lubelskiego na sejmy lat 1592 i 1596.
Pochowany został obok pierwszej żony w lubelskim kościele bernardynów.